# Fritz-Löffler-Gymnasium Dresden

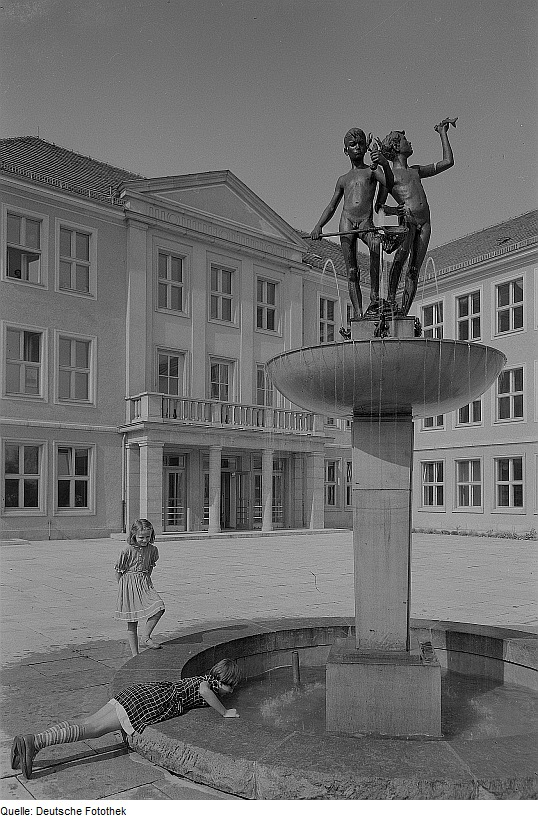
Eingang des späteren Fritz-Löffler-Gymnasiums, 1959

Das Gebäude des ehemaligen Fritz-Löffler-Gymnasium an der Bernhardstraße 18 / Ecke Leubnitzer Straße in der Dresdner Südvorstadt wurde am 1. September 1956 eingeweiht und ist ein Beispiel für die Architektur im Stil des sozialistischen Klassizismus. Das Gebäude steht seit 1999 unter Denkmalschutz. In der DDR wurde es durch eine polytechnische Oberschule genutzt, nach der Wende bis 2007 durch das genannte Gymnasium. Nach wechselnder Zwischennutzung wird es seit 2019 nunmehr durch das Ehrenfried-Walther-von-Tschirnhaus-Gymnasium genutzt.

## Geschichte
Das Gebäude des 2007 aufgelösten Fritz-Löffler-Gymnasiums Dresden war der erste Schulneubau in Dresden in der Nachkriegszeit und diente am Anfang der 3. Mittelschule als Schulhaus. Im Jahr 1963 wurde ein weiterer Flügel an das bestehende Schulgebäude angebaut. Die Turnhalle wurde 1970 errichtet. Das Haus wurde später als 3. Polytechnische Oberschule (POS) bezeichnet und im Jahr 1981 nach Georg Schumann benannt. Dieser wurde 1945 im Hof des Landgerichtes am Münchner Platz hingerichtet, das heute die Gedenkstätte Münchner Platz Dresden ist.
Nach der Wende 1990 wurde die Schule zum Gymnasium Dresden-Südvorstadt und erhielt 1993 den Namen des Denkmalpflegers Fritz Löffler. 2007 wurde das Gymnasium geschlossen und diente daraufhin zwischenzeitlich als Unterkunft für das Vitzthum-Gymnasium. 
Das Gebäude von 1956 wurde seit 2016 saniert und nach umfangreichen Bauarbeiten 2019 wiedereröffnet, gemeinsam mit weiteren Bauten, die auf dem Schulgelände entstanden. Die Schule wurde neu nach dem Naturforscher Ehrenfried Walther von Tschirnhaus benannt, der Bestandsbau erhielt den Namen Fritz-Löffler-Haus. Außerdem entstand eine Vierfeld-Sporthalle neu auf dem Gelände des Plattenbaus der ehemaligen 46. Mittelschule, das dafür abgerissen wurde; die 46. Mittel- bzw. Oberschule ist nunmehr mit der Adresse Andreas-Schubert-Straße nördlich der Lukaskirche ansässig.

## Beschreibung alter Teil
Die Schaufassade hat sieben Fensterachsen, wobei der dreiachsige Mittelrisalit die Mittelachse betont. Dort befindet sich das geteilte Portal. Über den drei Türen befindet sich ein Altan, der an den Ecken auf zwei bossierten Eckpfeilern mit Kapitellen und auf zwei weiteren Säulen dorischer Fassung ruht. Die Fenster im Mittelrisalit werden von Lisenen gerahmt. Eckpilaster fassen die Mittelrisalite an den Seiten. Diese tragen einen Architrav mit Fries und einen Dreiecksgiebel. Walter Reinhold schuf die Brunnenplastik „Junge Naturforscher“, die vor dem Bau steht.

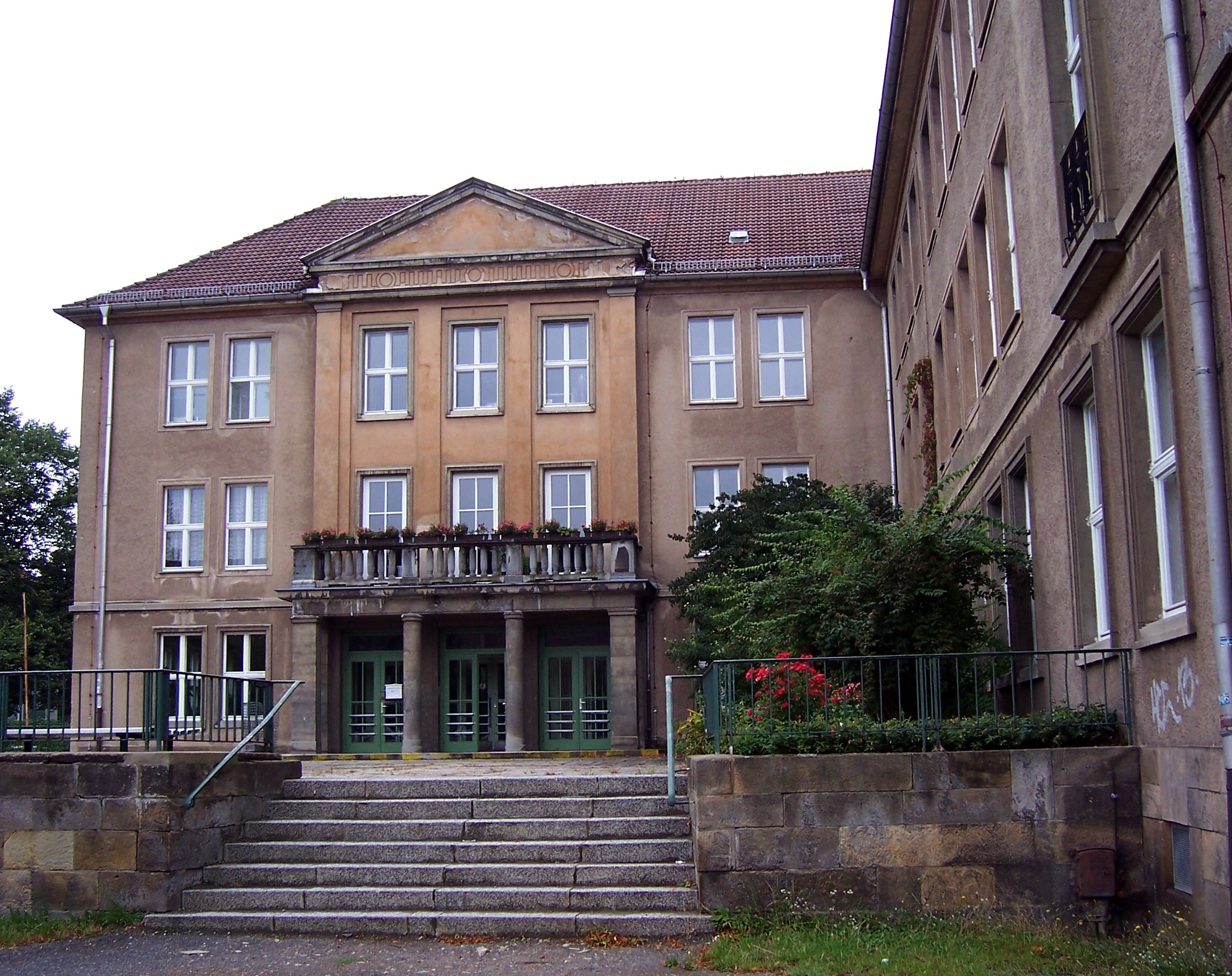
Eingang des Fritz-Löffler-Gymnasiums
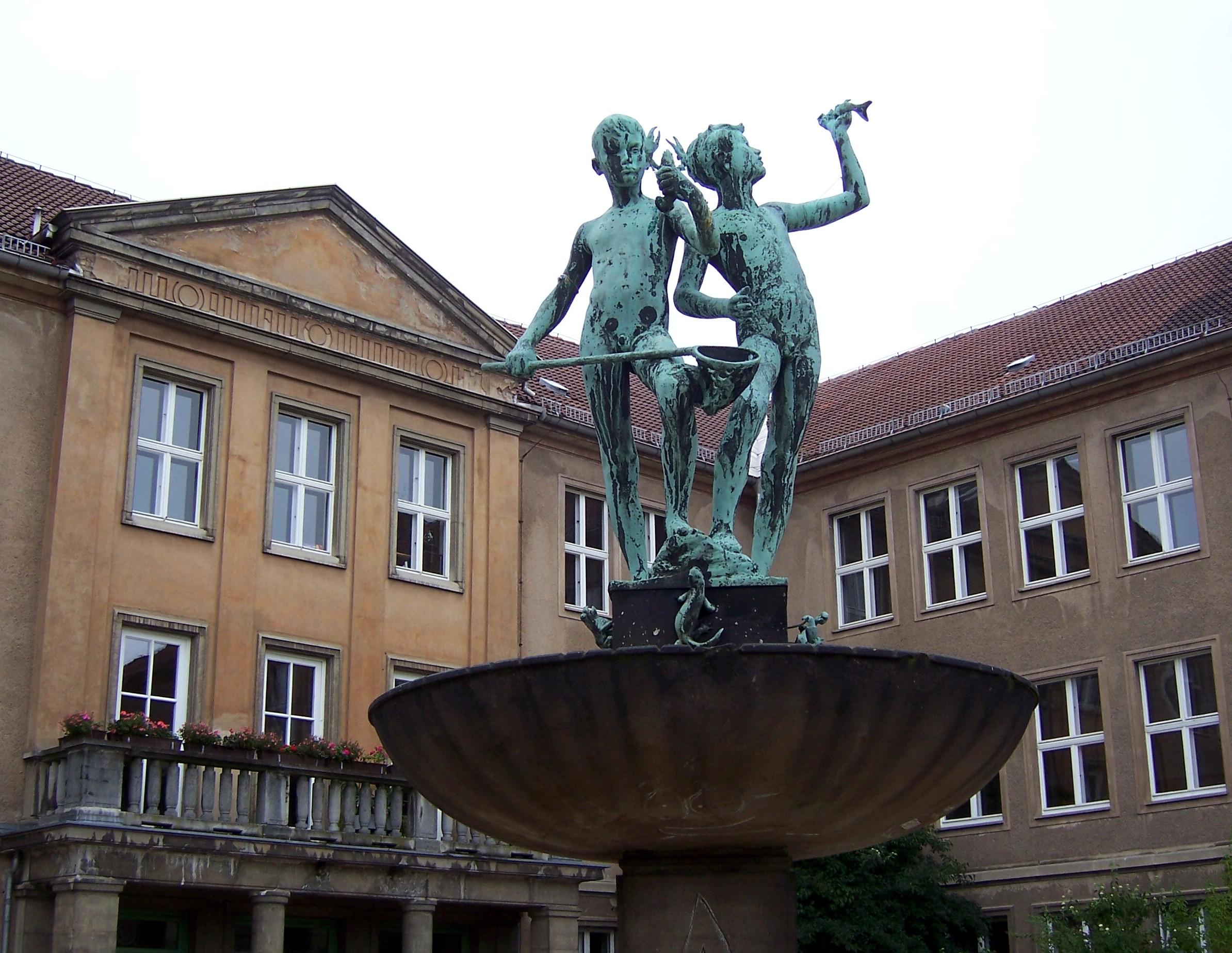
Brunnenplastik „Junge Naturforscher“ von Walter Reinhold
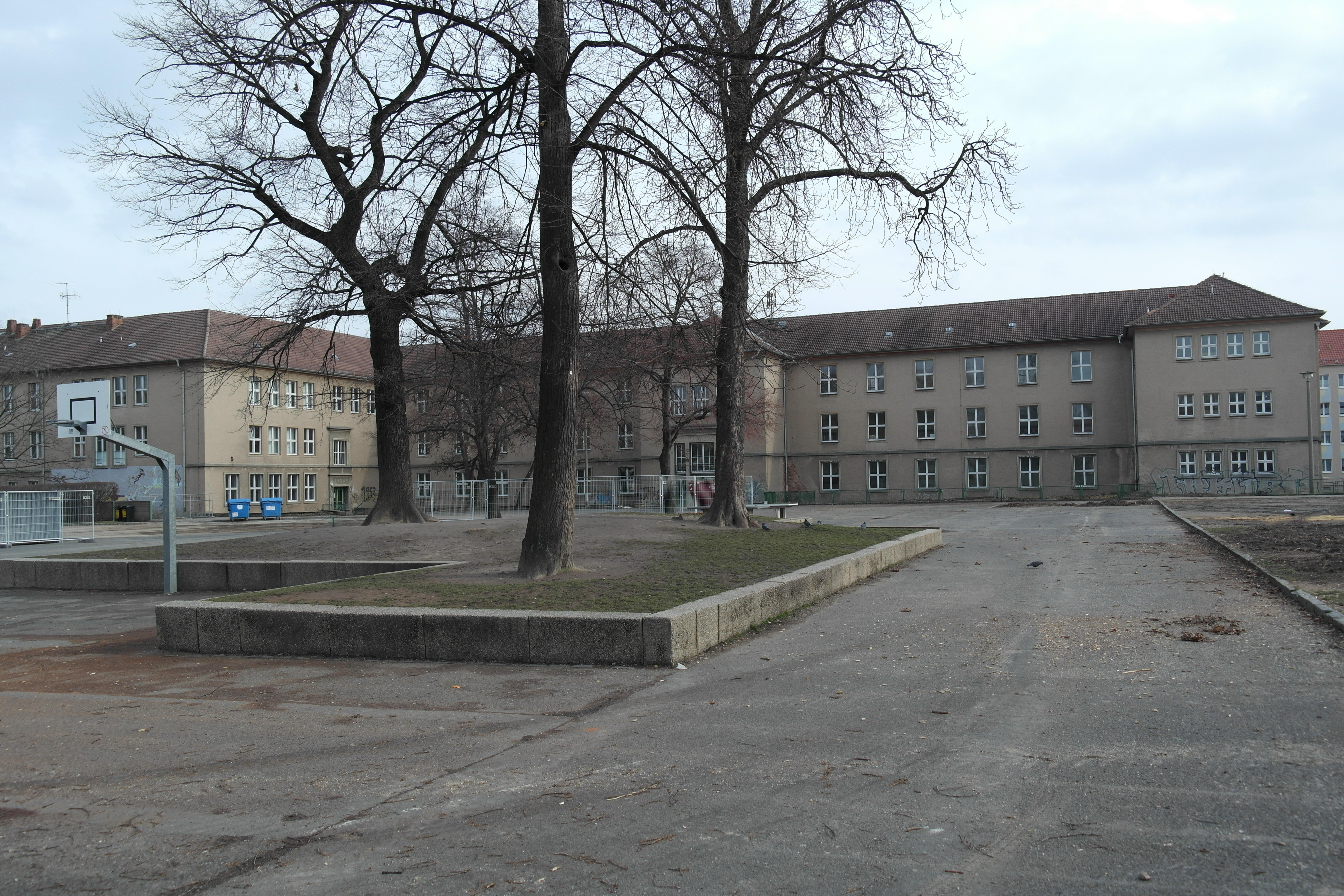
Dresden, Fritz-Löffler-Gymnasium, Hofansicht
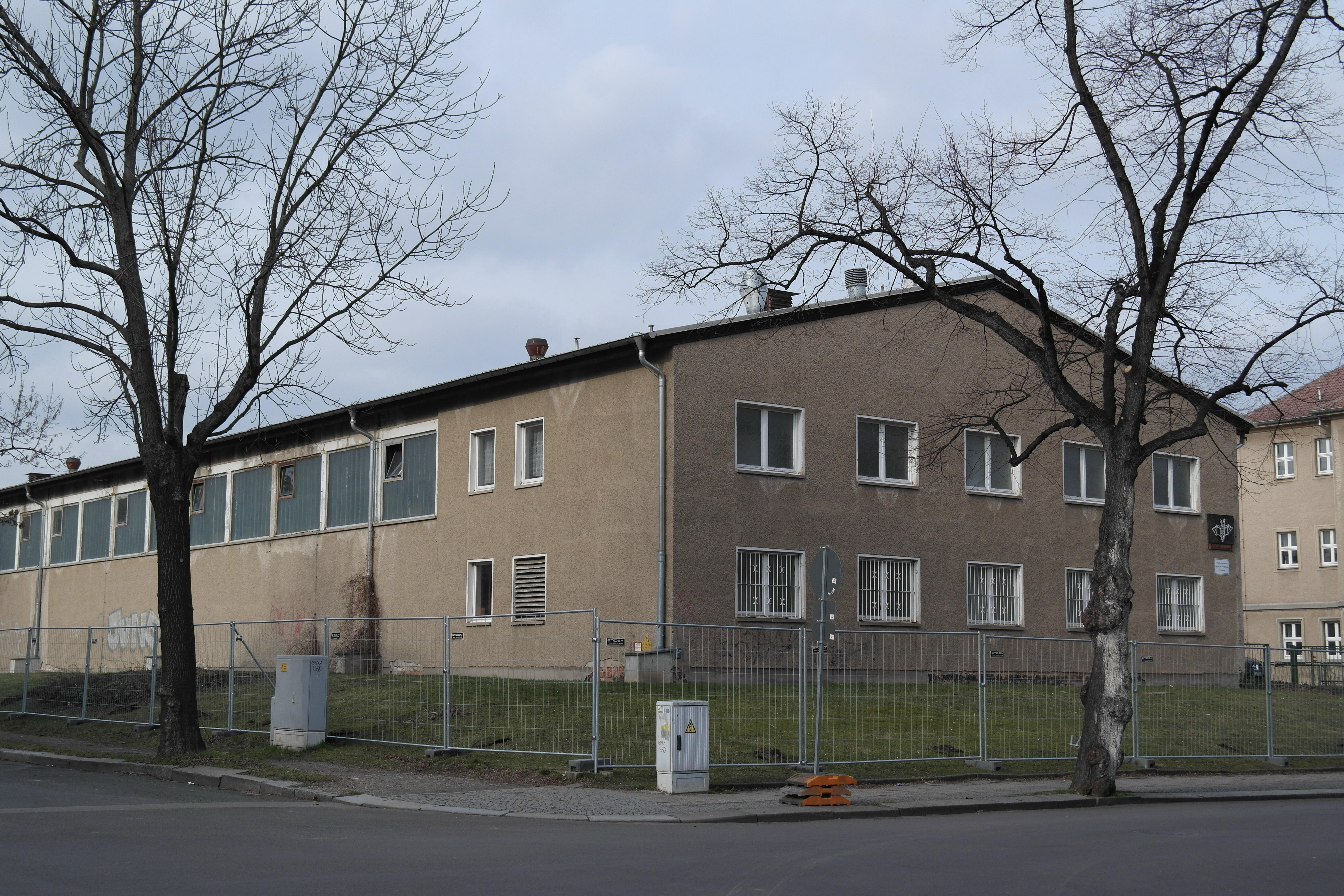
Dresden, Fritz-Löffler-Gymnasium, ehem. Turnhalle